# Baks
Baks là một thị trấn thuộc hạt Csongrád, Hungary. Thị trấn này có diện tích 61,92 km², dân số năm 2010 là 2095 người, mật độ 34 người/km².